# Залевская, Наталья Васильевна
Наталья Васильевна Залевская (Урожд. Бодян; род. 29 мая 1969) — российская шашистка, Международный мастер по шашкам-64. Входила в сборную России по русским шашкам. В личном зачете на Чемпионатах России по русским шашкам среди женщин завоевала золото (2000 — молниеносная программа), пять раз серебро (2001, 2003, 2005, 2004 — быстрая программа, 2001 — молниеносная программа, 2003 — молниеносная программа).